# 8802 Negley
8802 Negley eller 1981 EW31 är en asteroid i huvudbältet som upptäcktes den 2 mars 1981 av den amerikanska astronomen Schelte J. Bus vid Siding Spring-observatoriet. Den är uppkallad efter Scott Negley Jr.
Asteroiden har en diameter på ungefär 8 kilometer och den tillhör asteroidgruppen Eos.